# Иодат кобальта(II)
Иодат кобальта(II) — неорганическое соединение,
соль кобальта и иодноватой кислоты с формулой Co(IO3)2,
черно-фиолетовые кристаллы,
слабо растворяется в воде,
образует кристаллогидраты — красные кристаллы.

## Физические свойства
Иодат кобальта(II) образует черно-фиолетовые кристаллы
тригональной сингонии,
пространственная группа P 3,
параметры ячейки a = 1,09597 нм, c = 0,50774 нм, Z = 4.
Слабо растворяется в воде, р ПР = 4.
Образует кристаллогидраты состава Co(IO3)2•n H2O, где n = 1, 1½, 2, 4 и 6.
Кристаллогидрат состава Co(IO3)2•4H2O образует кристаллы
моноклинной сингонии,
пространственная группа P 21/c,
параметры ячейки a = 0,8368 нм, b = 0,6562 нм, c = 0,8502 нм, β = 100,12°, Z = 4 .

## Химические свойства
- Разлагается при нагревании:

{\displaystyle {\mathsf {3Co(IO_{3})_{2}\ {\xrightarrow {220^{o}C}}\ Co_{3}O_{4}+3I_{2}+7O_{2}}}}